# Амфиболы

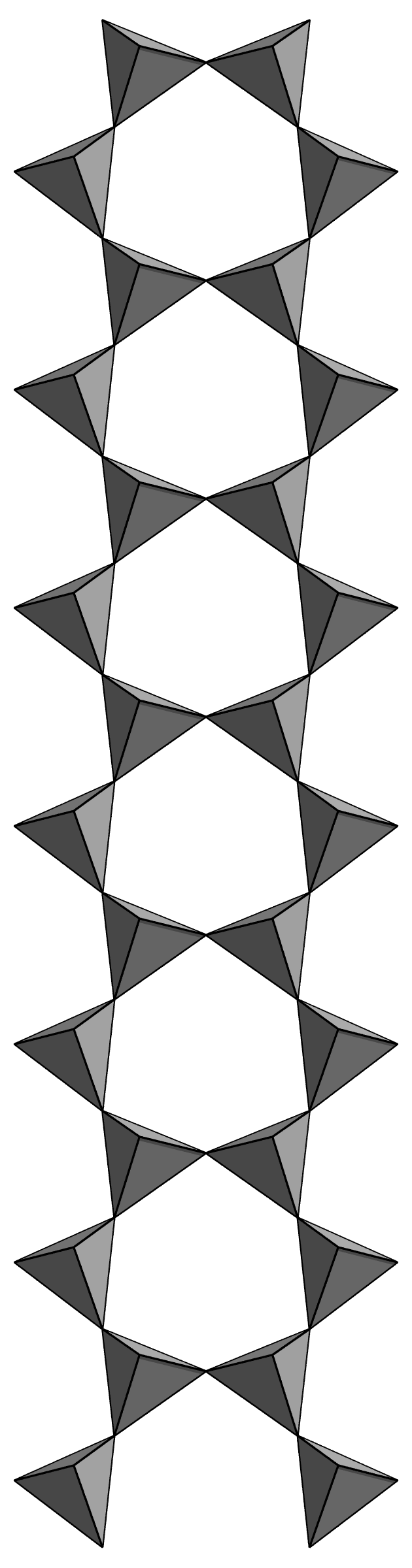
структура амфиболов

Амфиболы (от др.-греч. ἀμφίβολος — двусмысленный, неясный — из-за сложного переменного состава) — надгруппа минералов класса иносиликатов, кристаллическая структура которых представляет собой ленты (сдвоенные цепи) кремнекислородных тетраэдров, катионные позиции между которыми заполнены ионами железа, магния и др. элементов. Общая формула амфиболов  —  AB2C5T8O22W2 ,  где
| A | _        | Na       | K        | Ca       | Pb       | Li       |          |          |          |
| B2 | Na       | Ca       | Mn2+     | Fe2+     | Mg       | Li       |          |          |          |
| C5 | Mg       | Fe2+     | Mn2+     | Al       | Fe3+     | Cr3+     | Mn3+     | Ti4+     | Li       |
| T8 | Si       | Al       | Ti4+     | Be       |          |          |          |          |          |
| O22 | Кислород | Кислород | Кислород | Кислород | Кислород | Кислород | Кислород | Кислород | Кислород |
| W2 | (OH)     | F        | Cl       | O2–      |          |          |          |          |          |
| на первых местах стоят наиболее характерные элементы амфиболов; знак нижнего подчёркивания "_" означает вакансию. |          |          |          |          |          |          |          |          |          |

Амфиболы преимущественно темноцветные минералы со столбчатым, длинно-призматическим до игольчатого обликом кристаллов. Кристаллизуются в моноклинной и ромбической сингониях. Обладают совершенной спайностью по {210} у ромбических и {110} у моноклинных индивидов, с углом ~124°.  Характерна псевдогексагональная форма поперечных сечений. Могут формировать параллельно-волокнистые агрегаты (асбест), а также плотные массы (например, нефрит). Многие амфиболы являются важнейшими породообразующими минералами.

## Классификация
Из-за сложности составов и структур, классификация амфиболов несколько раз существенно менялась (последний раз пересмотрена в 2012 г.). Действующая классификация основывается на результатах лабораторного синтеза.
Группы выделяются по преобладающему анионному комплексу в позиции W.
В группе W(OH, F, Cl)-доминирующих амфиболов определены:
Подгруппы выделяются по доминирующей расстановке зарядов (charge-arrangement) и типу катионов в позиции B.
Минеральные виды (минералы) выделяются на основе, полученных, конечных составов композиционных рядов (compositional ranges) в подгруппах. IMA постепенно утверждает их в качестве минералов. Не утверждённые в настоящий момент названия получили официальный статус: "названные минералы".
Видовые имена (specific names) выделяются по расстановке зарядов и типам катионов в позициях A и С. При этом, 
видовое имя = префикс + корневое имя.
Корневые имена (root name) выделяются по расстановке формальных зарядов в позициях. Префиксы используются для описания гомовалентного изоморфизма доминирующих ионов в корневом составе.
Опционально добавляются ещё префиксы для описания различных вариаций состава и структуры. В случае нескольких префиксов они добавляются поочерёдно в соответствии с общей формулой амфиболов.                

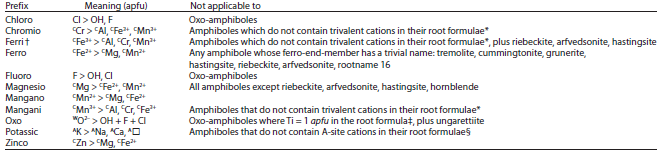
Префиксы в названиях амфиболов

## Номенклатура
Выделены две группы: крупная группа W(OH, F, Cl)-доминирующих амфиболов, куда, в том числе, входят известные широкораспространённые его разновидности, и более редкие оксо-амфиболы — WO-доминирующие. Запись WO - означает расположение иона кислорода в позиции W.
В составе  W(OH, F, Cl)-доминирующих амфиболов выделены 8 подгрупп по преобладающим катионам в позиции B. Минералы 5 из них обнаружены в природе (табл. 1). Кроме того, выделены ещё 3 подгруппы, для которых возможно обнаружение новых минералов, —  Na-(Mg-Fe-Mn), Li-(Mg-Fe-Mn) и литиево-кальциевые амфиболы.
В составе WO-доминирующих амфиболов выделены ферри-обертиит, мангани-деллавентураит, мангано-мангани-унгареттиит, каэрсутит, ферро-каэрсутит, ферро-ферри-каэрсутит, ферри-каэрсутит.
| Mg-Fe-Mn         | Кальциевые               | Натрий-кальциевые     | Натровые             | Литиевые                       |
| ---------------- | ------------------------ | --------------------- | -------------------- | ------------------------------ |
| антофиллит       | тремолит                 | винчит                | глаукофан            | холмквистит                    |
| жедрит           | магнезио-горнбленд       | барруазит             | экерманнит           | ферро-хольмквистит             |
| ферро-антофиллит | чермакит                 | рихтерит              | нюбёит               | ферри-хольмквистит             |
| ферро-жедрит     | эденит                   | катофорит             | ликит                | ферро-ферри-хольмквистит       |
| прото-антофиллит | паргасит                 | тарамит               | ферро-глаукофан      | клино-хольмквистит             |
| куммингтонит     | саданагаит               | ферро-винчит          | ферро-экерманнит     | педрисит                       |
| грюнерит         | канниллоит               | ферро-барруазит       | ферро-нюбёит         | клино-ферро-хольмквистит       |
|                  | джосмитит                | ферро-рихтерит        | ферро-ликит          | ферро-педрисит                 |
|                  | ферро-актинолит          | ферро-катофорит       | магнезио-рибекит     | клино-ферри-хольмквистит       |
|                  | ферро-горнбленд          | ферро-тарамит         | магнезио-арфведсонит | ферри-педрисит                 |
|                  | ферро-чермакит           | ферри-винчит          | ферри-нюбёит         | клино-ферро-ферри-хольмквистит |
|                  | ферро-эденит             | ферри-барруазит       | ферри-ликит          | ферро-ферри-педрисит           |
|                  | ферро-паргасит           | ферри-катофорит       | рибекит              |                                |
|                  | ферро-саданагаит         | ферри-тарамит         | арфведсонит          |                                |
|                  | ферро-канниллоит         | ферро-ферри-винчит    | ферро-ферри-нюбёит   |                                |
|                  | магнезио-ферри-горнбленд | ферро-ферри-барруазит | ферро-ферри-ликит    |                                |
|                  | ферри-чермакит           | ферро-ферри-катофорит |                      |                                |
|                  | магнезио-гастингсит      | ферро-ферри-тарамит   |                      |                                |
|                  | ферри-саданагаит         |                       |                      |                                |
|                  | ферри-канниллоит         |                       |                      |                                |
|                  | ферро-ферри-горнбленд    |                       |                      |                                |
|                  | ферро-ферри-чермакит     |                       |                      |                                |
|                  | гастингсит               |                       |                      |                                |
|                  | ферро-ферри-саданагаит   |                       |                      |                                |
|                  | ферро-ферри-канниллоит   |                       |                      |                                |

* включая названные минералы, - находящиеся в процессе утверждения ММА (IMA); таблица не включает некоторые неназванные корневые имена (root name #_).

## Структура
Основой  кристаллической  решетки  амфиболов  являются сдвоенные  цепочки (ленты) кремнекислородных тетраэдров, формула  радикалов  [Si4O11]6-.  Радикалы  соединены гидроксильными ионами ОН-, которые могут замещаться F-, реже Cl-. 
Изменчивость химического состава амфиболов объясняется их структурой, в которой катионные позиции обладают разнообразными размерами и формами. Во всех этих позициях катионы окружены анионами кислорода (реже анионами фтора и н.др.). Разные позиции отличаются по количеству окружающих их анионов (координационному числу), расстоянию и расположению вокруг катиона. В целом, чем больше анионов окружают катион, тем больше среднее расстояние от катиона до анионов, тем слабее становятся связи между ними и тем выше их ионный характер.
Катионные позиции в структуре амфиболов обладают 4 различными координационными числами:
| число | полиэдр               | характеристика катионов и связей в позиции |
| ----- | --------------------- | --- |
| 4     | тетраэдр              | Небольшие катионы с преимущественно высоким зарядом (Si4+, Ti4+, Al3+). Короткие катион-анионные связи имеют существенно ковалентный (атомный) характер и сильно направлены. |
| 6     | октаэдр               | Средние по размерам, в основном двухвалентные и трёхвалентные катионы (Mg2+, Fe2+, Mn2+, Al3+, Fe3+). Связи преимущественно неориентированные ионные.                        |
| 8     | кубическая антипризма | Большие моно- и двухвалентные катионы (Na+, Ca2+). Связи слабые ионные. |
| 12    |                       | Очень большие моно- бивалентные катионы (Na+, K+). Связи очень слабые ионные.                                                                                                |

## Распространение
В природе распространены кальциевые, натрий-кальциевые и натриевые амфиболы, тогда как литиевые и Mg-Fe-Mn встречаются заметно реже. Амфиболы характерные минералы магматических, метаморфических и метасоматических пород. Шесть минералов этой надгруппы имеют породообразующее значение: актинолит, тремолит, роговая обманка, арфведсонит, глаукофан и рибекит.

## Генезис
В реакционном ряду Боуэна являются более поздними продуктами магматической кристаллизации, чем пироксены. При метаморфизме, наоборот, кристаллизуются раньше. Роговая обманка, тремолит, актинолит — типичные минералы скарнов. При гидротермальной проработке замещаются хлоритами, кальцитом, эпидотом, биотитом, кварцем. При выветривании замещаются  минералами глин (в том числе монтмориллонитом), опалом, гидроксидами алюминия и железа.

## Диагностика
Точная диагностика минералов надгруппы амфиболов проводится с помощью рентгеноструктурного анализа. Методы, основанные на оптической микроскопии менее точны.
Макроскопически диагностируются по окраске и облику кристаллов, характерным агрегатам срастания, отсутствию штриховки на гранях (отличие от турмалина); псевдогексогональной отдельности поперечных сечений и удельному весу 2,9-3,5, отличающему их от пироксенов; а также высокой твёрдости и кислотостойкости.
Микроскопическая диагностика. Амфиболы относятся к V-VI группам Лодочникова со средним до сильного двупреломлением. Показатель преломления растёт с увеличением содержаний Fe и Ti.  В шлифах характерны разрезы со спайностью, пересекающейся под углом ~120. Плоскость оптических осей || 010. Моноклинные амфиболы обладают положительным удлинением (с углами 5-30*), натриевые (щелочные) - отрицательным (кроме глаукофана-кроссита).

## Применение
Техническое применение имеют амфиболовые асбесты (волокнистые агрегаты щелочных амфиболов и роговой обманки).
Ювелирно-поделочное применение имеют разнообразные их агрегаты:  актинолит-тремолитовые (нефрит), рибекитовые (крокидолит, в том числе его окварцованные разности: тигровый глаз, соколиный глаз) и пр.

## Дополнительно
1. Наиболее полная номенклатура амфиболов на русском языке
2. Amphibole Supergroup: Amphibole Supergroup mineral information and data
3. Амфиболы в GeoWiki
4. Кристаллохимические особенности пироксенов и амфиболов
5. R. Oberti  How to name amphiboles after the IMA2012 report: rules of thumb and a new PC program for monoclinic amphiboles
6. Temperature-induced Al-zoning in hornblendes
7. Силикаты с лентами кремнекислородных тетраэдров // Минералы Справочник, Изд.«Наука», Москва 1981, т. III, вып.3, с.29-34.

## Список литературы
1. 1 2 3  IMA report: Nomenclature of the amphibole supergroup (PDF Download Available) (англ.). ResearchGate. Дата обращения: 27 августа 2017. Архивировано 28 августа 2017 года.
2. 1 2  Амфиболы. Геологический Словарь. www.vsegei.ru. Дата обращения: 27 августа 2017. Архивировано 28 августа 2017 года.
3. 1 2  Саранчина, Галина Михайловна - Породообразующие минералы : (Методика определения кристаллоопт. констант, характеристика минералов) : Учеб. пособие - Search RSL. search.rsl.ru. Дата обращения: 31 августа 2017. Архивировано 2 августа 2017 года.
4. ↑  Экологический центр Экосистема, А.С.Боголюбов. ГРУППА АМФИБОЛОВ: описание минералов. www.ecosystema.ru. Дата обращения: 31 августа 2017. Архивировано 1 сентября 2017 года.